# Vanilla annamica
Vanilla annamica ist eine Pflanzenart aus der Gattung Vanille (Vanilla) in der Familie der Orchideen (Orchidaceae). Sie wächst als Kletterpflanze in Ostasien.

## Beschreibung
Vanilla annamica ist eine immergrüne, sechs bis 20 Meter hohe Kletterpflanze. Der Spross misst etwa einen Zentimeter Durchmesser, die Nodien sind etwas verdickt, die Internodien messen sechs bis zehn Zentimeter und sind leicht gebogen. Die Blätter werden 13 bis 22 Zentimeter lang und fünf bis zehn Zentimeter breit. Die Blattform ist oval, das Ende ist etwas ausgezogen und endet stumpf. Der Blattgrund geht in einen Blattstiel über, dieser misst einen bis 1,5 Zentimeter in der Länge und ist ebenso breit.
Die Blütezeit von Vanilla annamica reicht in China von April bis Mai. Der Blütenstand ist meist verzweigt, die einzelnen Blütenstandsachsen messen vier bis sieben Zentimeter, der zusammengesetzte Blütenstand wird bis zwanzig Zentimeter groß. Die Tragblätter sind oval, konkav, abstehend, stumpf endend, sie werden 0,7 bis 1,2 Zentimeter groß. Die Blüten sind grünlich weiß. Sepalen und Petalen sind 1,4 bis zwei Zentimeter lang, 0,4 bis 0,6 Zentimeter breit und lanzettlich geformt. Die Lippe ist ungeteilt oder schwach dreilappig, der Rand ist nicht gewellt, sie formt eine Röhre mit der Säule, mit der sie bis zu deren Hälfte verwachsen ist. Die Lippe ist drei Zentimeter lang und 1,5 Zentimeter breit, mittig ist sie mit einem Band fleischiger, nach hinten gerichteter Haare besetzt. Die Säule wird etwa zwei Zentimeter lang, das vordere Ende wird nicht von der Lippe verdeckt. Die spindelförmige Kapselfrucht wird bis zu zehn Zentimeter lang bei 1,5 Zentimeter Durchmesser. Reife Früchte wurden von September bis Januar beobachtet.

## Verbreitung
Vanilla annamica kommt im Süden Chinas, in Vietnam und in Thailand vor. Sie wächst in Höhenlagen von 800 bis 1300 Meter. Sie klettert an Bäumen und Felsen, häufig an feuchten, schattigen Stellen.

## Systematik und botanische Geschichte
Vanilla annamica wurde 1931 von François Gagnepain erstmals beschrieben. Das Typusexemplar besitzt nur Knospen, keine geöffnete Blüte.
Innerhalb der Gattung Vanilla wird Vanilla annamica in die Untergattung Xanata und dort in die Sektion Thethya, die sämtliche Arten der Paläotropis enthält, eingeordnet. Laut Portères ähnelt Vanilla annamica der madagassischen Vanilla francoisii und der afrikanischen Vanilla grandifolia, die aber nach Soto Arenas und Cribb nicht näher verwandt sind. Verwandte Arten sind vielmehr Vanilla somai aus Taiwan, des Weiteren eventuell Vanilla moonii.